# Найкращі з найкращих
Найкращі з найкращих (англ. Best of the Best) — американський бойовик 1989 року.

## Сюжет
П'ять абсолютно різних людей були відібрані в США для участі в Чемпіонаті світу з тхеквондо в Кореї. Для Томмі це — мета всього його життя і помста корейському бійцю за вбивство близької людини, до цієї мети він йшов довгі роки, удосконалюючи бойові навички. Алекс вже давно не займається бойовими мистецтвами, а веде спокійне і розмірене життя разом зі своїм сином, але його переконали взяти участь в Чемпіонаті. Тревіс — просто зарозуміла людина, що бажає визнання і слави. Сонні — американський італієць, якому подобається те, що він робить. А Вірджіл — звичайний скромний хлопець, який досконало оволодів мистецтвом тхеквондо. Ці чоловіки не схожі один на одного — у них різні погляди на життя, пріоритети і принципи. Саме така різниця і стає каменем спотикання на тренуваннях, тому що вони ніяк не можуть знайти спільну мову. Постійно спалахують конфлікти і сварки, які спортсмени вміють вирішувати тільки одним способом. Такий шлях не приведе їх до перемоги на Чемпіонаті, якщо вони не стануть командою. Тому бійці вирішують відволіктися від особистої неприязні і повністю зосередитися на підготовці.

## У ролях
| Актор              | Роль              |
| ------------------ | ----------------- |
| Ерік Робертс       | Алекс Грейді      |
| Філліп Рі          | Томмі Лі          |
| Джеймс Ерл Джонс   | Френк Кузо        |
| Саллі Кіркланд     | Кетрін Вейд       |
| Кріс Пенн          | Тревіс Бріклі     |
| Джон Дай           | Вірджіл Келлер    |
| Девід Агреста      | Сонні Грассо      |
| Том Еверетт        | Дон Петерсон      |
| Луїза Флетчер      | місіс Грейді      |
| Джон П. Райан      | Дженнінгс         |
| Едан Гросс         | Волтер Грейді     |
| Саймон Рі          | Де Хан Парк       |
| Майстер Хі Іль Чо  | корейський тренер |
| Джеймс Лью         | Сае Джин Квон     |
| Кен Нагаяма        | Юнг Кім           |
| Майстер Хо Сик Пак | Хан Чо            |
| Дае Кю Чанг        | Дун Сун Мун       |

## Виробництво
Саймон і Філіп Рі, Де Хан і Томмі Лі — реальні брати.
Персонаж Волтер Грейді названий на честь батька Еріка Робертса: Волтера Грейді Робертса.
Це єдиний фільм у франшизі «Найкращі з найкращих», який отримав рейтинг PG-13 у США, тоді як всі продовження будуть оцінені рейтингом R.
Ерік Робертс і Джеймс Ерл Джонс зіграли разом у трилері «Швидка допомога» (1990).

## Сприйняття
Оцінка на сайті IMDb — 6,4/10.